# Karłówka
Karłówka (Prosciurillus) – rodzaj ssaków z podrodziny wiewiórczaków (Callosciurinae) w obrębie rodziny wiewiórkowatych (Sciuridae).

## Rozmieszczenie geograficzne
Rodzaj obejmuje gatunki występujące endemicznie w Indonezji na Celebes i okolicznych wyspach.

## Morfologia
Długość ciała (bez ogona) 102–195 mm, długość ogona 55–190 mm; masa ciała 42–210 g.

## Systematyka
Rodzaj zdefiniował w 1947 roku brytyjski teriolog John Ellerman w artykule zatytułowanym Notatki na temat niektórych azjatyckich gryzoni z Muzeum Brytyjskiego, opublikowanym w czasopiśmie „Proceedings of the Zoological Society of London”. Gatunkiem typowym jest (oryginalne oznaczenie) karłówka mysia (P. murinus).

### Etymologia
Prosciurillus: gr. προ pro ‘przed, blisko’; rodzaj Sciurillus O. Thomas, 1914 (tropikowiórka).

### Podział systematyczny
Do rodzaju należą następujące gatunki:
| Grafika | Gatunek                   | Autor i rok opisu            | Nazwa zwyczajowa   | Podgatunki         | Rozmieszczenie geograficzne | Podstawowe wymiary                                  | Status IUCN |
| ------- | ------------------------- | ---------------------------- | ------------------ | ------------------ | --- | --------------------------------------------------- | ----------- |
|         | Prosciurillus leucomus    | (S. Müller & Schlegel, 1844) | karłówka biaława   | 2 podgatunki       | północny Celebes i wyspa Lembeh); zakres wysokości: do 1700 m n.p.m.                                                             | DC: 16,5–18,8 cm DO: 14–19 cm MC: brak danych       | LC          |
|         | Prosciurillus alstoni     | (J. Anderson, 1879)          |                    | gatunek monotypowy | środkowy, wschodni i północno-wschodni Celebes oraz wyspy Kabaena i Buton; zakres wysokości: 30–1200 m n.p.m.                    | DC: 15,7–19,5 cm DO: 13,5–18 cm MC: 135–210 g       | NT          |
|         | Prosciurillus weberi      | (Jentink, 1890)              | karłówka sulaweska | gatunek monotypowy | południowe Celebes (wybrzeża północno-zachodniej Zatoki Bone); granice zasięgu słabo poznane; zakres wysokości: 100–900 m n.p.m. | DC: około 18,7 cm DO: około 14,2 cm MC: brak danych | VU          |
|         | Prosciurillus topapuensis | (Roux, 1910)                 |                    | gatunek monotypowy | środkowy Celebes (wyżyny od jeziora Danau Lindu do gór Latimojong); zakres wysokości: 350–2800 m n.p.m.                          | DC: 15,5–19 cm DO: 12–16,5 cm MC: 150–210 g         | NT          |
|         | Prosciurillus rosenbergii | (Jentink, 1879)              | karłówka sangirska | gatunek monotypowy | wyspa Sangir Besar; zakres wysokości: do 1000 m n.p.m.                                                                           | DC: około 19 cm DO: około 18 cm MC: brak danych     | EN          |
|         | Prosciurillus murinus     | (S. Müller & Schlegel, 1844) | karłówka mysia     | gatunek monotypowy | Celebes (wraz z wyspami Talisei i Lembeh oraz Wyspami Sangihe); zakres wysokości: do 2200 m n.p.m.                               | DC: 10,2–15 cm DO: 5,5–12 cm MC: 42–110 g           | LC          |
|         | Prosciurillus abstrusus   | J.C. Moore, 1958             | karłówka skryta    | gatunek monotypowy | południowo-wschodni Celebes (góry Mekongga); zakres wysokości: 1500–2000 m n.p.m.                                                | DC: 11,5–14,8 cm DO: 7,2–13 cm MC: brak danych      | NT          |

Kategorie IUCN:  LC  – gatunek najmniejszej troski,  NT  – gatunek bliski zagrożenia,  VU  – gatunek narażony,  EN  – gatunek zagrożony.